# Analiza chimică a apei
Analiza chimică a apei constă în identificarea de ioni sau substanțe dizolvate. Pentru identificarea ionilor sau moleculelor unor substanțe, se utilizează reactivi specifici. 

## Reactiv specific
Reactivul specific este o substanță ce reacționează cu ionii sau moleculele de identificat, producându-se un efect ușor de observat, cum ar fi: formarea unei soluții de o anumită culoare, o schimbarea bruscă a culorii, apariția unui precipitat, degajarea unor gaze.
Majoritatea substanțelor dizolvate în apă, sunt disociate sub formă de ioni (sarea de bucătărie - NaCl, se găsește dizolvată în apă sub formă de ioni {\displaystyle \scriptstyle Na^{+}} și {\displaystyle \scriptstyle Cl^{-}}, și nu molecule de {\displaystyle \scriptstyle NaCl}), astfel încât reacțiile de identificare se produc de fapt între ioni. 
De exemplu, pentru identificarea ionului {\displaystyle \scriptstyle Cl^{-}} reactivul specific este {\displaystyle \scriptstyle AgNO_{3}}, care dizolvat in apă se găsește ca ioni de {\displaystyle \scriptstyle Ag^{+}} și {\displaystyle \scriptstyle NO_{3}^{-}}. Reacția de identificare are loc între ionul de determinat {\displaystyle \scriptstyle Cl^{-}} și ionul specific {\displaystyle \scriptstyle Ag^{+}}, cu formarea unui precipitat alb de clorură de argint ( {\displaystyle \scriptstyle AgCl}).

## Identificarea ionilor
- Identificare ionilor de Clor:

Reactivul specific este {\displaystyle \scriptstyle AgNO_{3}}, iar ionul specific este {\displaystyle \scriptstyle Ag^{+}}
Reacția de identificare este: {\displaystyle \scriptstyle Ag^{+}+Cl^{-}\rightarrow AgCl\downarrow } , precipitat alb brânzos.
- Identificarea ionilor de Sulfat:

Reactivul specific este {\displaystyle \scriptstyle BaCl_{2}}, iar ionul specific este {\displaystyle \scriptstyle Ba^{2+}}
Reacția de identificare: {\displaystyle \scriptstyle SO_{4}^{2-}+Ba^{2+}\rightarrow BaSO_{4}\downarrow } , precipitat alb-cristalin
- Identificarea ionului de Calciu:

Reactivul specific este acidul oxalic {\displaystyle \scriptstyle H_{2}C_{2}O_{4}}, ionul specific este ionul oxalat {\displaystyle \scriptstyle C_{2}O_{4}^{2-}}
Reacția de identificare este: {\displaystyle \scriptstyle Ca^{2+}+C_{2}O_{4}^{2-}\rightarrow CaC_{2}O_{4}\downarrow }, precipitat alb cristalin.
- Identificare ionului de Fier:

Reactivul specific este sulfocianura de potasiu {\displaystyle \scriptstyle KSCN}, ionul specific este {\displaystyle \scriptstyle SCN^{-}}.
Reacția de identificare este: {\displaystyle \scriptstyle Fe^{3+}+SCN^{-}\rightarrow [Fe(SCN0]^{2+}}
- Identificare ionului de Plumb:

Reactivul specific este cromatul de sodiu, ionul specific este cromatul {\displaystyle \scriptstyle CrO_{4}^{-2}}
Reacția de identificare este: {\displaystyle \scriptstyle Pb^{2+}+CrO_{4}^{-2}\rightarrow PbCrO_{4}}, precipitat galben.